# Jerzy Dulewicz

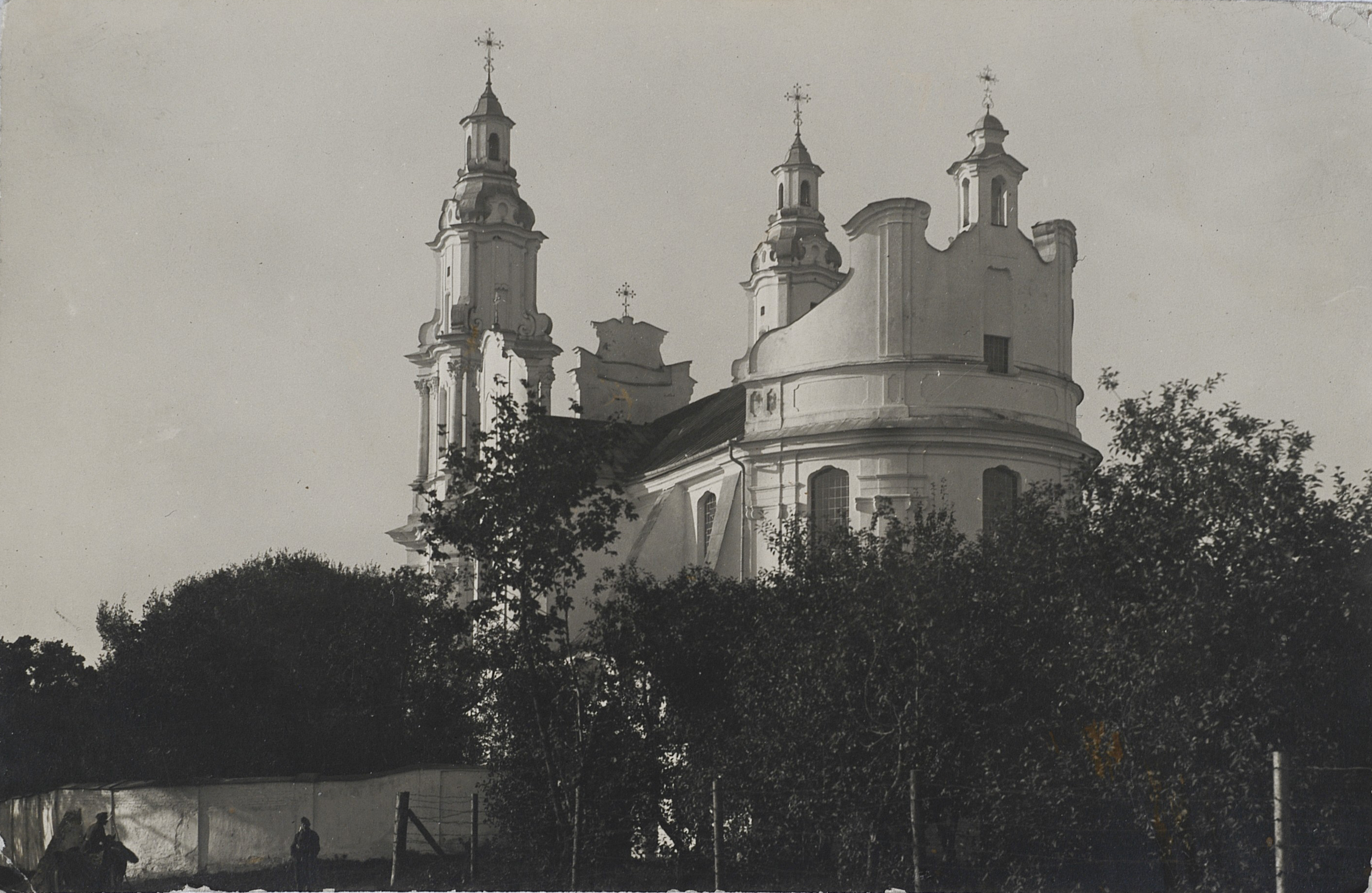
Foto: Jerzy Dulewicz

Jerzy Dulewicz (ur. 14 stycznia 1897 w Petersburgu, zm. 25 sierpnia 1958 w Bydgoszczy) – polski artysta fotograf, uhonorowany tytułem Artiste FIAP (AFIAP). Członek założyciel Okręgu Bydgoskiego Związku Polskich Artystów Fotografików.

## Życiorys
Jerzy Dulewicz urodził się w Petersburgu, w 1920 roku zamieszkał w Polsce, od 1930 roku mieszkał w Wilnie. Po zakończeniu II wojny światowej osiedlił się w Bydgoszczy – związany z kujawsko-pomorskim środowiskiem fotograficznym, mieszkał i pracował w Bydgoszczy, do śmierci. Miejsce szczególne w jego twórczości zajmowała fotografia architektury, fotografia dokumentalna, fotografia krajobrazowa oraz fotografia pejzażowa.
Jerzy Dulewicz był autorem i współautorem wielu wystaw fotograficznych – autorskich oraz zbiorowych. Brał aktywny udział w Międzynarodowych Salonach Fotograficznych, organizowanych (m.in.) pod patronatem FIAP, zdobywając wiele akceptacji, wyróżnień, dyplomów, listów gratulacyjnych. W 1949 roku został przyjęty w poczet członków Związku Polskich Artystów Fotografików. Był współtwórcą Okręgu Bydgoskiego ZPAF. Pokłosiem udziału Jerzego Dulewicza w Międzynarodowych Salonach Fotograficznych (pod patronatem FIAP) było przyznanie mu (pośmiertnie) tytułu honorowego Artiste FIAP (AFIAP) – przez Międzynarodową Federację Sztuki Fotograficznej FIAP (obecnie z siedzibą w Luksemburgu).
Zmarł 25 sierpnia 1958, pochowany na Cmentarzu Nowofarnym w Bydgoszczy. W 2007 roku jego nazwisko umieszczono na liście Bydgoskiej Alei Zasłużonych.